# Guia Lopes da Laguna
Guia Lopes da Laguna, amtlich Município de Guia Lopes da Laguna, ist eine Stadt im brasilianischen Bundesstaat Mato Grosso do Sul in der Mesoregion Süd-West in der Mikroregion Bodoquena. Sie liegt am Rande des Nationalparks Serra da Bodoquena.

## Geschichte

### Name
Der Name der Stadt ist eine Hommage an Guia Lopes, einen lokalen Helden des Tripel-Allianz-Krieges.

## Geografie

### Lage
Die Stadt liegt 228 von der Hauptstadt des Bundesstaates (Campo Grande) und 1253 km von der Landeshauptstadt (Brasília) entfernt. 

### Boden
Im Boden finden sich Vorkommen von Kupfer, Sand, Kalkstein und Dolomit. 

### Klima
Die Stadt hat wintertrockenes, tropisches Regenklima (AW).

### Gewässer
Der Rio Santo Antônio mündet an der südlichen Grenze der Stadt in den Rio Miranda. Beide Flüsse trennen die Stadt von der südlich gelegenen Gemeinde Jardim.

### Vegetation
Das Gebiet ist ein Teil der Cerrados (Savanne Zentralbrasiliens).

## Verkehr

### Straßenverkehr
Die Hauptverkehrsadern, die die Stadt mit dem Umland verbinden, sind die Bundesstraße BR-267 und die Landesstraße MS-382, die im Stadtgebiet auf die Bundesstraße mündet.

## Wirtschaft
Die Haupterwerbszweige sind Landwirtschaft und Viehzucht.

### BIP pro Kopf und HDI
Das Bruttosozialprodukt pro Kopf lag 2015 bei 19.132,75 Real, der Index der menschlichen Entwicklung (HDI) im Jahr 2010 bei 0,675. Das Durchschnittseinkommen hat den Faktor 1,8 des monatlichen Mindestlohns.

### Tourismus
Aufgrund des hohen Kalkgehaltes des Bodens gibt es viele Flüsse, Wasserfälle und Höhlen mit kristallklarem Wasser. Einer der Flüsse ist für Rafting sehr beliebt. Zusammen mit  Bonito, Jardim, Bodoquena und dem Nationalpark Serra da Bodoquena liegt die Stadt in einer Region mit hohem touristischen Potential. 
Für viele Besucher sind auch die historischen Schauplätze des Tripel-Allianz-Krieges sehenswert. 
Sehenswert ist auch die Ponte Velha (alte Brücke) aus der Ära Vargas.

## Religion
Etwa 70 % der Bevölkerung sind römisch-katholisch, weitere 20 % protestantisch.